# Liga Nacional da Nova Zelândia de 2022
A Liga Nacional da Nova Zelândia de 2022 é a segunda temporada da Liga Nacional desde sua reestruturação em 2021. 32 clubes competem na competição, sendo quatro da Liga Norte, três da Liga Central e dois da Liga Sul classificam-se para a Fase Nacional. Cada equipe pode escalar em campo um máximo de quatro jogadores estrangeiros, bem como um jogador estrangeiro adicional que tenha nacionalidade de algum país membro OFC. Cada equipe também deve ter pelo menos dois jogadores com 20 anos ou menos na escalação titular.
Nesta temporada, o Wellington Phoenix Reserves substituiu o Lower Hutt City e foi autorizado a jogar na Liga Central, embora ainda tenha uma entrada automática na fase nacional do Campeonato.  A Liga do Sul também aumentou em duas equipes para ter dez, adicionando dois novos times à liga.
O Auckland City conquistou seu nono título nacional e seu primeiro título da Liga Nacional da Nova Zelândia.

## Ligas qualificatórias

### Liga Norte de 2022

#### Informações das equipes
Doze equipes estão competindo na liga – as dez melhores equipes da temporada anterior e as duas equipes promovidas da NRFL Division 1 de 2021. As equipes promovidas são Waiheke United e Takapuna . Esta é a primeira temporada de Waiheke e Takapuna na Liga do Norte. Eles substituíram o Northern Rovers e o West Coast Rangers (ambos os times rebaixados após suas temporadas de estreia na Liga do Norte).
| Equipe             | Estádio              | Localização | Resultado em 2021            |
| ------------------ | -------------------- | ----------- | ---------------------------- |
| Auckland City      | Kiwitea Street       | Auckland    | 1º                           |
| Auckland United    | Keith Hay Park       | Auckland    | 2º                           |
| Bay Olympic        | Olympic Park         | Auckland    | 6º                           |
| Birkenhead United  | Shepherds Park       | Auckland    | 4º                           |
| Eastern Suburbs    | Madills Farm         | Auckland    | 3º                           |
| Hamilton Wanderers | Porritt Stadium      | Hamilton    | 7º                           |
| Manukau United     | Centre Park          | Auckland    | 8º                           |
| Melville United    | Gower Park           | Hamilton    | 10º                          |
| North Shore United | Allen Hill Stadium   | Auckland    | 9º                           |
| Takapuna           | Taharoto Park        | Auckland    | 2º na Division 1 (promovido) |
| Waiheke United     | Onetangi Sports Park | Auckland    | 1º na Division 1 (promovido) |
| Western Springs    | Seddon Fields        | Auckland    | 5º                           |

#### Classificação
Atualizado em 3 de setembro de 2022
| Pos | Equipes                | Pts | J  | V  | E | D  | GM | GS | SG  | Classificação ou rebaixamento                             |
| --- | ---------------------- | --- | -- | -- | - | -- | -- | -- | --- | --------------------------------------------------------- |
| 1   | Auckland City (C)      | 61  | 22 | 20 | 1 | 1  | 68 | 16 | +52 | Campeão da Liga Norte e classificado para a Liga Nacional |
| 2   | Birkenhead United (Q)  | 50  | 22 | 16 | 2 | 4  | 56 | 24 | +32 | Classificado para a Liga Nacional                         |
| 3   | Auckland United (Q)    | 49  | 22 | 15 | 4 | 3  | 60 | 22 | +38 | Classificado para a Liga Nacional                         |
| 4   | Melville United (Q)    | 45  | 22 | 15 | 0 | 7  | 55 | 22 | +33 | Classificado para a Liga Nacional                         |
| 5   | Hamilton Wanderers     | 34  | 22 | 10 | 4 | 8  | 46 | 32 | +14 |                                                           |
| 6   | Western Springs        | 30  | 22 | 8  | 6 | 8  | 44 | 47 | -3  |                                                           |
| 7   | Manukau United         | 28  | 22 | 9  | 1 | 12 | 36 | 46 | -10 |                                                           |
| 8   | Bay Olympic            | 23  | 22 | 7  | 2 | 13 | 34 | 46 | -12 |                                                           |
| 9   | Takapuna               | 21  | 22 | 5  | 6 | 11 | 31 | 43 | -12 |                                                           |
| 10  | Eastern Suburbs        | 20  | 22 | 5  | 5 | 12 | 24 | 36 | -12 |                                                           |
| 11  | Waiheke United (R)     | 8   | 22 | 1  | 5 | 16 | 19 | 63 | -44 | Rebaixado para a NRFL Division 1                          |
| 12  | North Shore United (R) | 8   | 22 | 2  | 2 | 18 | 18 | 94 | -76 | Rebaixado para a NRFL Division 1                          |

 (C) Campeão da Liga Norte e classificado para a Liga Nacional  

 (Q) Classificado para a Liga Nacional  

 (R) Rebaixado para NRFL Division 1 de 2023 

#### Confrontos
| Casa/Fora          | AC  | AU  | BO  | BU  | ES  | HW  | MA  | ME  | NS  | TP  | WU  | WS  |
| ------------------ | --- | --- | --- | --- | --- | --- | --- | --- | --- | --- | --- | --- |
| Auckland City      | -   | 2-0 | 2-1 | 3-0 | 2-1 | 2-0 | 3-1 | 2-1 | 6-0 | 2-1 | 4-0 | 4-0 |
| Auckland United    | 2-0 | -   | 5-0 | 0-1 | 1-1 | 2-1 | 4-1 | 2-0 | 4-2 | 3-3 | 7-0 | 2-1 |
| Bay Olympic        | 0-4 | 1-4 | -   | 0-1 | 0-0 | 0-2 | 2-4 | 0-5 | 7-0 | 1-2 | 3-1 | 3-1 |
| Birkenhead United  | 3-5 | 1-1 | 3-0 | -   | 4-0 | 2-0 | 2-1 | 0-1 | 6-0 | 1-2 | 5-3 | 5-2 |
| Eastern Suburbs    | 1-4 | 0-1 | 1-0 | 1-3 | -   | 1-2 | 0-2 | 1-4 | 4-2 | 4-0 | 2-1 | 0-0 |
| Hamilton Wanderers | 1-1 | 3-5 | 2-1 | 1-2 | 2-0 | -   | 1-2 | 2-3 | 6-0 | 2-2 | 3-0 | 1-1 |
| Manukau United     | 0-3 | 0-4 | 2-3 | 0-4 | 1-1 | 0-2 | -   | 0-4 | 6-0 | 3-2 | 3-2 | 0-1 |
| Melville United    | 0-1 | 2-0 | 2-3 | 0-2 | 1-0 | 4-1 | 0-1 | -   | 3-0 | 2-0 | 4-1 | 3-1 |
| North Shore United | 1-7 | 0-6 | 0-4 | 1-2 | 2-2 | 0-5 | 2-0 | 1-7 | -   | 1-3 | 3-3 | 1-6 |
| Takapuna           | 0-4 | 1-3 | 1-1 | 2-4 | 1-0 | 2-2 | 2-3 | 0-1 | 0-1 | -   | 0-0 | 4-4 |
| Waiheke United     | 0-2 | 1-1 | 0-3 | 0-4 | 1-3 | 1-2 | 0-3 | 1-6 | 2-0 | 0-3 | -   | 1-1 |
| Western Springs    | 3-5 | 1-3 | 4-1 | 1-1 | 2-1 | 1-5 | 4-3 | 3-2 | 5-1 | 1-0 | 1-1 | -   |

 Azul=vitória do time da casa; Amarelo=empate; Vermelho=vitória do time visitante 

#### Estatísticas
Atualizado em 3 de setembro de 2022

##### Artilheiros
| Classificação | Jogador          | Clube              | Gols |
| ------------- | ---------------- | ------------------ | ---- |
| 1             | Derek Tieku      | Hamilton Wanderers | 17   |
| 2             | Oliver Colloty   | Melville United    | 14   |
| 3             | Joshua Redfearn  | Auckland United    | 13   |
| 4             | Emiliano Tade    | Auckland City      | 12   |
| 5             | Angus Kilkolly   | Auckland City      | 11   |
| 6             | Nicolas Zambrano | Auckland United    | 10   |
| 6             | Dawson Straffon  | Western Springs    | 10   |
| 7             | Dawson Straffon  | Western Springs    | 9    |

##### Hat-tricks
| Rodada | Jogador              | Clube              | Contra             | Casa/Fora | Resultado | Data         |
| ------ | -------------------- | ------------------ | ------------------ | --------- | --------- | ------------ |
| 1      | Thomas Leabourn-Boss | Bay Olympic        | North Shore United | Fora      | 0–4       | 26 de março  |
| 2      | Joshua Redfearn      | Auckland United    | Manukau United     | Fora      | 0–4       | 2 de abril   |
| 6      | Cameron MacKenzie    | Birkenhead United  | Eastern Suburbs    | Casa      | 4–0       | 23 de abril  |
| 6      | Angus Kilkolly       | Auckland City      | Bay Olympic        | Fora      | 0–4       | 23 de abril  |
| 7      | Derek Tieku          | Hamilton Wanderers | North Shore United | Casa      | 6–0       | 30 de abril  |
| 11     | Daniel Champness     | Eastern Suburbs    | North Shore United | Casa      | 4–2       | 28 de maio   |
| 13     | Kieran Richards      | Melville United    | Bay Olympic        | Fora      | 0-5       | 12 de junho  |
| 16     | Emiliano Tade        | Auckland City      | North Shore United | Casa      | 6-0       | 16 de julho  |
| 18     | Derek Tieku          | Hamilton Wanderers | North Shore United | Fora      | 0-5       | 6 de agosto  |
| 20     | Matt Ellis           | Auckland City      | Western Springs    | Fora      | 3-5       | 31 de agosto |

1. ↑  Jogador marcou 4 gols

### Liga Central de 2022

#### Informações das equipes
Dez equipes estão competindo na liga – as nove melhores equipes da temporada anterior e a única equipe promovida no play-off de 2021 entre os vencedores da Central Federation League e o Capital Premier. O vencedor do play-off foi Havelock North Wanderers. Esta é sua primeira temporada na Liga Central, desde a reestruturação do futebol neozelandês em 2021. Eles substituíram Wainuiomata (rebaixado para a Capital Premier League). Wairarapa United foi inscrito como uma das 10 equipes originalmente para jogar a temporada de 2022, mas desistiu com apenas duas semanas para o início da temporada. Ele foram substituídos pelo Wellington United, que originalmente havia perdido a promoção para o Havelock North Wanderers. Lower Hutt City também foi substituído pelo Wellington Phoenix Reserves para os jogos da Liga Central.
| Equipe                      | Estádio               | Localização        | Resultado em 2021                                                |
| --------------------------- | --------------------- | ------------------ | ---------------------------------------------------------------- |
| Havelock North Wanderers    | Guthrie Park          | Havelock North     | 1º na Central Federation League (promovido através de play-offs) |
| Miramar Rangers             | David Farrington Park | Wellington         | 2º                                                               |
| Napier City Rovers          | Bluewater Stadium     | Napier             | 7º                                                               |
| North Wellington            | Alex Moore Park       | Wellington         | 8º                                                               |
| Petone                      | Memorial Park         | Petone, Lower Hutt | 9º                                                               |
| Waterside Karori            | Karori Park           | Wellington         | 6º                                                               |
| Wellington Olympic          | Wakefield Park        | Wellington         | 1º                                                               |
| Wellington Phoenix Reserves | Fraser Park           | Lower Hutt         | 3º (como Lower Hutt City )                                       |
| Wellington United           | Newtown Park          | Wellington         | Substituiu Wairarapa United depois que o clube desistiu          |
| Western Suburbs             | Endeavour Park        | Porirua            | 4º                                                               |

#### Classificação
Atualizado em 23 de setembro de 2022
| Pos | Equipes                         | Pts | J  | V  | E | D  | GM | GS | SG  | Classificação ou rebaixamento                               |
| --- | ------------------------------- | --- | -- | -- | - | -- | -- | -- | --- | ----------------------------------------------------------- |
| 1   | Wellington Olympic (C)          | 45  | 18 | 14 | 3 | 1  | 71 | 15 | +56 | Campeão da Liga Central e classificado para a Liga Nacional |
| 2   | Miramar Rangers (Q)             | 40  | 18 | 12 | 4 | 2  | 63 | 19 | +44 | Classificado para a Liga Nacional                           |
| 3   | Wellington Phoenix Reserves (Q) | 33  | 18 | 10 | 3 | 5  | 32 | 17 | +15 | Tem classificação automática para a Liga Nacional           |
| 4   | Napier City Rovers (Q)          | 28  | 18 | 8  | 4 | 6  | 35 | 28 | +7  | Classificado para a Liga Nacional                           |
| 5   | Waterside Karori                | 26  | 18 | 7  | 5 | 6  | 33 | 29 | +4  |                                                             |
| 6   | Petone                          | 19  | 18 | 5  | 4 | 9  | 24 | 39 | -15 |                                                             |
| 7   | North Wellington                | 18  | 18 | 5  | 3 | 10 | 31 | 44 | -13 |                                                             |
| 8   | Wellington United               | 18  | 18 | 5  | 3 | 10 | 22 | 40 | -18 |                                                             |
| 9   | Western Suburbs                 | 14  | 18 | 4  | 2 | 12 | 21 | 66 | -45 |                                                             |
| 10  | Havelock North Wanderers (R)    | 12  | 18 | 3  | 3 | 12 | 21 | 56 | -35 | Rebaixado para a Capital Premier/Central Federation League  |

 (C) Campeão da Liga Central de 2022 e classificado para a Liga Nacional  

 (Q) Classificado para a Liga Nacional  

 (R) Rebaixado para a Capital Premier/Central Federation League de 2023 
1. ↑  Wellington Phoenix Reserves ganha vaga automática para a Liga Nacional devido a requisitos da A-League.[22]

#### Confrontos
| Casa/Fora                   | HN   | MR  | NC  | NW  | PT  | WK  | WO   | WP  | WU  | WS  |
| --------------------------- | ---- | --- | --- | --- | --- | --- | ---- | --- | --- | --- |
| Havelock North Wanderers    | -    | 2-3 | 0-3 | 2-3 | 2-1 | 2-2 | 1-7  | 1-1 | 1-4 | 1-1 |
| Miramar Rangers             | 5-0  | -   | 2-1 | 5-1 | 5-1 | 2-2 | 2-2  | 2-1 | 5-0 | 9-0 |
| Napier City Rovers          | 1-0  | 1-1 | -   | 2-2 | 2-2 | 2-0 | 2-5  | 2-0 | 4-0 | 3-1 |
| North Wellington            | 1-4  | 1-3 | 3-2 | -   | 3-1 | 2-2 | 1-2  | 0-1 | 2-2 | 5-1 |
| Petone                      | 2-0  | 0-5 | 2-2 | 3-1 | -   | 1-2 | 1-5  | 0-3 | 1-0 | 4-0 |
| Waterside Karori            | 4-1  | 3-2 | 2-1 | 1-2 | 1-1 | -   | 1-1  | 1-0 | 5-1 | 1-3 |
| Wellington Olympic          | 10-0 | 1-0 | 3-0 | 3-1 | 5-0 | 2-0 | -    | 0-3 | 4-0 | 4-0 |
| Wellington Phoenix Reserves | 4-0  | 2-2 | 4-2 | 2-0 | 3-0 | 1-0 | 2-2  | -   | 1-2 | 2-1 |
| Wellington United           | 0-3  | 1-2 | 0-2 | 5-1 | 0-0 | 4-2 | 0-4  | 1-0 | -   | 1-1 |
| Western Suburbs             | 4-1  | 0-8 | 1-3 | 3-2 | 0-4 | 1-4 | 1-11 | 1-2 | 2-1 | -   |

 Azul=vitória do time da casa; Amarelo=empate; Vermelho=vitória do time visitante 

#### Estatísticas
Atualizado em 23 de setembro de 2022

##### Artilheiros
| Classificação | Jogador             | Clube              | Gols |
| ------------- | ------------------- | ------------------ | ---- |
| 1             | Hamish Watson       | Miramar Rangers    | 20   |
| 2             | Gianni Bouzoukis    | Wellington Olympic | 16   |
| 3             | Jack Henry Sinclair | Wellington Olympic | 14   |
| 4             | Ihaia Delaney       | Waterside Karori   | 11   |
| 5             | Jesse Randall       | Wellington Olympic | 10   |
| 6             | Merlin Luke Miny    | Waterside Karori   | 9    |
| 6             | Kailan Gould        | Wellington Olympic | 9    |
| 8             | Inigo Bronte Barea  | Wellington United  | 8    |

##### Hat-tricks
| Rodada | Jogador             | Clube              | Contra                   | Casa/Fora | Resultado | Data         |
| ------ | ------------------- | ------------------ | ------------------------ | --------- | --------- | ------------ |
| 2      | Merlin Luke Miny    | Waterside Karori   | Havelock North Wanderers | Casa      | 4–1       | 3 de abril   |
| 3      | Liam Schofield      | Napier City Rovers | Havelock North Wanderers | Fora      | 3-0       | 10 de abril  |
| 9      | Jack-Henry Sinclair | Wellington Olympic | Havelock North Wanderers | Casa      | 10–0      | 28 de maio   |
| 11     | Hamish Watson       | Miramar Rangers    | Western Suburbs          | Casa      | 9–0       | 25 de junho  |
| 16     | Hamish Watson       | Miramar Rangers    | Petone                   | Casa      | 5-1       | 13 de agosto |
| 16     | Gianni Bouzoukis    | Wellington Olympic | Western Suburbs          | Fora      | 1-11      | 14 de agosto |
| 17     | Inigo Bronte Barea  | Wellington United  | North Wellington         | Casa      | 5-1       | 20 de agosto |
| 18     | Jesse Randall       | Wellington Olympic | Havelock North Wanderers | Fora      | 1-7       | 28 de agosto |

1. 1 2 3  Jogador marcou 4 gols
2. ↑  Jogador marcou 5 gols

### Liga Sul de 2022

#### Informações das equipes
Dez equipes estão competindo na liga – as cinco melhores equipes da Região Continental e duas equipes da região Sul da temporada anterior, as duas equipes promovidas da Southern Qualifying League de 2021 e a equipe promovida do Southland Championship de 2021. As equipes promovidas da Região Continental são Ferrymead Bays e Nomads United, e a equipe promovida da Região Sul foi o Mosgiel. Esta é a primeira temporada de Ferrymead Bays, Nomads United e Mosgiel na Liga Sul. Eles substituíram a Otago University (rebaixada após a temporada de estreia na Liga do Sul) expandindo a liga de oito equipes.
| Equipe              | Estádio                      | Localização  | Resultado em 2021                            |
| ------------------- | ---------------------------- | ------------ | -------------------------------------------- |
| Cashmere Technical  | Garrick Memorial Park        | Christchurch | 1º                                           |
| Christchurch United | Christchurch Football Centre | Christchurch | 5º                                           |
| Coastal Spirit      | Linfield Park                | Christchurch | 6º                                           |
| Dunedin City Royals | Caledonian Ground            | Dunedin      | 3º                                           |
| Ferrymead Bays      | Ferrymead Park               | Christchurch | 1º na Southern Qualifying League (promovido) |
| Green Island        | Sunnyvale Park               | Dunedin      | 8º                                           |
| Mosgiel             | Memorial Park Ground         | Mosgiel      | 1º no Southland Championship (promovido)     |
| Nelson Suburbs      | Saxton Field                 | Nelson       | 7º                                           |
| Nomads United       | Tulett Park                  | Christchurch | 2º na Southern Qualifying League (promovido) |
| Selwyn United       | Foster Park                  | Rolleston    | 2º                                           |

#### Classificação
Atualizado em 3 de setembro de 2022
| Pos | Equipes                 | Pts | J  | V  | E | D  | GM | GS | SG  | Classificação ou rebaixamento                                         |
| --- | ----------------------- | --- | -- | -- | - | -- | -- | -- | --- | --------------------------------------------------------------------- |
| 1   | Christchurch United (C) | 49  | 18 | 16 | 1 | 1  | 74 | 12 | +62 | Campeão da Liga Sul e classificado para a Liga Nacional               |
| 2   | Cashmere Technical (Q)  | 49  | 18 | 16 | 1 | 1  | 79 | 20 | +59 | Classificado para a Liga Nacional                                     |
| 3   | Nelson Suburbs          | 33  | 18 | 10 | 3 | 5  | 40 | 35 | +5  |                                                                       |
| 4   | Dunedin City Royals     | 31  | 18 | 10 | 1 | 7  | 46 | 35 | +11 |                                                                       |
| 5   | Ferrymead Bays          | 30  | 18 | 9  | 3 | 6  | 37 | 30 | +7  |                                                                       |
| 6   | Coastal Spirit          | 16  | 18 | 3  | 7 | 8  | 34 | 43 | -9  |                                                                       |
| 7   | Nomads United           | 15  | 18 | 4  | 3 | 11 | 28 | 57 | -29 |                                                                       |
| 8   | Green Island            | 13  | 18 | 4  | 1 | 13 | 27 | 61 | -34 |                                                                       |
| 9   | Selwyn United           | 11  | 18 | 2  | 5 | 11 | 27 | 48 | -21 |                                                                       |
| 10  | Mosgiel (R)             | 9   | 18 | 2  | 3 | 13 | 21 | 72 | -51 | Rebaixado para a FootballSouth Premier League/Mainland Premier League |

 (C) Campeão da Liga Sul e classificado para a Liga Nacional  

 (Q) Classificado para a Liga Nacional  

 (R) Rebaixado para a FootballSouth Premier League/Mainland Premier League de 2023 

#### Confrontos
| Casa/Fora           | CT  | CU  | CS  | DC  | FB  | GI  | MG   | NS  | NU  | SU  |
| ------------------- | --- | --- | --- | --- | --- | --- | ---- | --- | --- | --- |
| Cashmere Technical  | -   | 1-0 | 3-1 | 4-2 | 1-1 | 8-0 | 11-2 | 4-1 | 9-1 | 2-1 |
| Christchurch United | 4-1 | -   | 3-2 | 4-1 | 1-1 | 9-1 | 10-0 | 4-0 | 1-0 | 4-0 |
| Coastal Spirit      | 0-4 | 0-4 | -   | 1-0 | 1-2 | 3-2 | 2-2  | 1-1 | 0-2 | 2-2 |
| Dunedin City Royals | 4-5 | 3-4 | 3-3 | -   | 2-3 | 5-0 | 2-0  | 1-0 | 5-1 | 3-2 |
| Ferrymead Bays      | 0-2 | 2-3 | 2-2 | 1-3 | -   | 3-2 | 4-0  | 1-2 | 4-2 | 3-0 |
| Green Island        | 1-4 | 1-3 | 4-3 | 1-2 | 2-3 | -   | 5-1  | 1-3 | 1-0 | 3-2 |
| Mosgiel             | 0-8 | 0-4 | 0-5 | 0-2 | 1-3 | 3-1 | -    | 2-4 | 5-0 | 1-1 |
| Nelson Suburbs      | 1-3 | 0-5 | 2-2 | 3-0 | 3-2 | 3-1 | 3-0  | -   | 2-2 | 3-2 |
| Nomads United       | 0-6 | 0-8 | 3-3 | 2-4 | 1-2 | 5-0 | 3-0  | 3-5 | -   | 1-0 |
| Selwyn United       | 1-3 | 0-4 | 4-3 | 1-4 | 3-1 | 1-1 | 4-4  | 1-4 | 2-2 | -   |

 Azul=vitória do time da casa; Amarelo=empate; Vermelho=vitória do time visitante 

#### Estatísticas
Atualizado em 3 de setembro de 2022

##### Artilheiros
| Ranking | Jogador          | Clube               | Gols |
| ------- | ---------------- | ------------------- | ---- |
| 1       | Garbhan Coughlan | Cashmere Technical  | 24   |
| 2       | Edward Wilkinson | Christchurch United | 19   |
| 3       | Lyle Matthysen   | Cashmere Technical  | 16   |
| 4       | Sanni Issa       | Christchurch United | 11   |
| 4       | Kian Donkers     | Cashmere Technical  | 11   |
| 6       | En Watanabe      | Dunedin City Royals | 10   |
| 7       | Michael White    | Ferrymead Bays      | 8    |
| 7       | Joel Peterson    | Christchurch United | 8    |

##### Hat-tricks
| Rodada | Jogador          | Clube               | Contra         | Casa/Fora | Resultado | Data         |
| ------ | ---------------- | ------------------- | -------------- | --------- | --------- | ------------ |
| 3      | Lyle Matthysen   | Cashmere Technical  | Nomads United  | Fora      | 0–6       | 9 de abril   |
| 4      | Rhys Quarell     | Mosgiel             | Nomads United  | Casa      | 5–0       | 16 de abril  |
| 6      | Sanni Issa       | Christchurch United | Selwyn United  | Casa      | 4–0       | 29 de abril  |
| 6      | En Watanabe      | Dunedin City Royals | Nomads United  | Casa      | 5–1       | 30 de abril  |
| 7      | Garbhan Coughlan | Cashmere Technical  | Mosgiel        | Casa      | 11–2      | 7 de maio    |
| 8      | Ryan Fleming     | Dunedin City Royals | Green Island   | Casa      | 5–0       | 21 de maio   |
| 11     | Michael White    | Ferrymead Bays      | Mosgiel        | Casa      | 4–0       | 25 de junho  |
| 12     | Garbhan Coughlan | Cashmere Technical  | Nomads United  | Casa      | 9-1       | 2 de julho   |
| 16     | Garbhan Coughlan | Cashmere Technical  | Mosgiel        | Fora      | 0-8       | 13 de agosto |
| 16     | Edward Wilkinson | Christchurch United | Green Island   | Casa      | 9-1       | 13 de agosto |
| 17     | Daniel Thoms     | Nomads United       | Nelson Suburbs | Casa      | 3-5       | 20 de agosto |

1. 1 2  Jogador marcou 5 gols
2. ↑  Jogador marcou 4 gols

## Clubes classificados
Auckland City

Auckland United

Miramar Rangers

Wellington Olympic

Existem 10 vagas para a Liga Nacional (4 para a Liga  Norte, 3 para a Liga Central, mais Wellington Phoenix Reserves e 2 para a Liga Sul).
| Associação                           | Equipe                      | Posição na Liga Regional | Participações | Melhor participação |
| ------------------------------------ | --------------------------- | ------------------------ | ------------- | ------------------- |
| Liga Norte (4 vagas)                 | Auckland City               | 1º                       | 1º            | Estreia             |
| Liga Norte (4 vagas)                 | Birkenhead United           | 2º                       | 1º            | Estreia             |
| Liga Norte (4 vagas)                 | Auckland United             | 3º                       | 1º            | Estreia             |
| Liga Norte (4 vagas)                 | Melville United             | 4º                       | 1º            | Estreia             |
| Liga Central (3 vagas)               | Wellington Olympic          | 1º                       | 2º            | 2º (2021)           |
| Liga Central (3 vagas)               | Miramar Rangers             | 2º                       | 2º            | 1º (2021)           |
| Liga Central (3 vagas)               | Napier City Rovers          | 4º                       | 1º            | Estreia             |
| Liga Sul (2 vagas)                   | Christchurch United         | 1º                       | 1º            | Estreia             |
| Liga Sul (2 vagas)                   | Cashmere Technical          | 2º                       | 2º            | 3º (2021)           |
| Wellington Phoenix (vaga automática) | Wellington Phoenix Reserves | Qualificação automática  | 2º            | 4º (2021)           |

## Liga Nacional

### Tabela do Campeonato
Atualizado em 27 de novembro de 2022
| Pos | Equipes                     | Pts | J | V | E | D | GM | GS | SG  | Classificação ou rebaixamento     |
| --- | --------------------------- | --- | - | - | - | - | -- | -- | --- | --------------------------------- |
| 1   | Auckland City (Q)           | 22  | 9 | 7 | 1 | 1 | 20 | 9  | +11 | Classificados para a Grande Final |
| 2   | Wellington Olympic (Q)      | 22  | 9 | 7 | 1 | 1 | 30 | 8  | +22 | Classificados para a Grande Final |
| 3   | Auckland United             | 17  | 9 | 5 | 2 | 2 | 14 | 13 | +1  |                                   |
| 4   | Birkenhead United           | 14  | 9 | 4 | 2 | 3 | 19 | 17 | +2  |                                   |
| 5   | Melville United             | 13  | 9 | 4 | 1 | 4 | 16 | 18 | -2  |                                   |
| 6   | Wellington Phoenix Reserves | 12  | 9 | 3 | 3 | 3 | 16 | 14 | +2  |                                   |
| 7   | Cashmere Technical          | 9   | 9 | 3 | 0 | 6 | 17 | 22 | -5  |                                   |
| 8   | Christchurch United         | 8   | 9 | 2 | 2 | 5 | 16 | 24 | -8  |                                   |
| 9   | Napier City Rovers          | 6   | 9 | 1 | 3 | 5 | 14 | 23 | -9  |                                   |
| 10  | Miramar Rangers             | 4   | 9 | 1 | 1 | 7 | 11 | 25 | -14 |                                   |

 (Q) Classificado para a Grande Final 
1. ↑  Wellington Phoenix Reserves não pode se classificar para a Grande Final.[22]

#### Confrontos
| Casa/Fora                   | AC  | AU  | BU  | CT  | CU  | ME  | MR  | NC  | WO  | WP  |
| --------------------------- | --- | --- | --- | --- | --- | --- | --- | --- | --- | --- |
| Auckland City               | -   | -   | -   | 2-0 | -   | 2-0 | 2-1 | 3-0 | -   | 2-0 |
| Auckland United             | 3-2 | -   | -   | 2-1 | 1-1 | 1-0 | -   | 3-2 | -   | -   |
| Birkenhead United           | 2-2 | 2-0 | -   | 5-3 | 3-1 | -   | -   | -   | -   | -   |
| Cashmere Technical          | -   | -   | -   | -   | -   | -   | 4-0 | 4-2 | 0-3 | 1-3 |
| Christchurch United         | 2-3 | -   | -   | 4-1 | -   | 2-5 | -   | 1-1 | -   | 1-3 |
| Melville United             | -   | -   | 2-0 | 1-3 | -   | -   | -   | 4-3 | 0-4 | -   |
| Miramar Rangers             | -   | 0-1 | 2-4 | -   | 0-3 | 2-3 | -   | -   | 1-4 | -   |
| Napier City Rovers          | -   | -   | 1-1 | -   | -   | -   | 2-2 | -   | 2-5 | 1-0 |
| Wellington Olympic          | 1-2 | 3-1 | 2-0 | -   | 7-1 | -   | -   | -   | -   | -   |
| Wellington Phoenix Reserves | -   | 2-2 | 4-2 | -   | -   | 1-1 | 2-3 | -   | 1-1 | -   |

 Azul=vitória do time da casa; Amarelo=empate; Vermelho=vitória do time visitante 

##### Artilheiros
Atualizado em 27 de novembro de 2022
| Ranking | Jogador             | Clube               | Gols |
| ------- | ------------------- | ------------------- | ---- |
| 1       | Garbhan Coughlan    | Cashmere Technical  | 11   |
| 2       | Gianni Bouzoukis    | Wellington Olympic  | 9    |
| 3       | Jesse Randall       | Wellington Olympic  | 7    |
| 4       | Oliver Colloty      | Mellvile United     | 6    |
| 5       | Dane Schnell        | Birkenhead United   | 5    |
| 5       | Edward Wilkinson    | Christchurch United | 5    |
| 5       | Emiliano Tade       | Auckland City       | 5    |
| 5       | Jack-Henry Sinclair | Wellington Olympic  | 5    |
| 5       | Samuel Mason-Smith  | Miramar Rangers     | 5    |

### Grande Final
| 4 de dezembro de 2022 | Auckland City                                                | 3-2       | Wellington Olympic AFC                             | Auckland                                              |  |
| 14:00                 | - Liam Gillion 33' - Gerard Garriga 40' - Angus Kilkolly 88' | Relatório | - Tor Davenport Petersen 77' - Ben Mata 90' (pen.) | Estádio: Mount Smart Stadium Árbitro: Calvin-kei Berg |  |